# Paradelphomyia (Oxyrhiza) faurei
Paradelphomyia (Oxyrhiza) faurei is een tweevleugelige uit de familie steltmuggen (Limoniidae). De soort komt voor in het Afrotropisch gebied.